# Ut sit
Ut sit (česky Aby bylo) je apoštolská konstituce papeže Jana Pavla II., vydaná 28. listopadu 1982, o zřízení osobní prelatury „Svatého kříže a Opus Dei“.
Pro Opus Dei se tato konstituce stala vyvrcholením jejich snah o získání právní formy odpovídající jejich sekulární povaze. Předtím bylo Opus Dei sekulárním institutem.
Na základě „Ut sit“ se Opus Dei stala první a dosud jedinou (od roku 2018) osobní prelaturou.
Tento dokument částečně upravil papež František apoštolským listem ve formě motu proprio Ad charisma tuendum ze 14. července 2022.

## Účel Apoštolské konstituce
Diecéze a další jurisdikční orgány katolické církve (územní prelatury a opatství, prefektury a apoštolské vikariáty, vojenské ordinariáty) jsou zřizovány na základě apoštolské konstituce. Jedná se o stejný právní nástroj, který byl použit pro zřízení první osobní prelatury, a to na základě ustanovení II. vatikánského koncilu v dekretu Presbyterorum ordinis, č. 10.
Opus Dei, založené 2. října 1928 Josemaríou Escrivou, získalo definitivní papežské schválení jako sekulární institut dekretem Primus Inter ze 16. června 1950 a touto apoštolskou konstitucí bylo ustanoveno jako osobní prelatura.

## Obsah
Ut sit validum et efficax instrumentum suae ipsius salvificae missionis pro mundi vita, Ecclesia maternas curas cogitationesque suas maxima cum spe confert in Opus Dei, quod Servus Dei Ioseph Maria Escrivá de Balaguer divina ductus inspiratione die II Octobris anno MCMXxvni Matriti inivit.
S velkou nadějí církev zaměřuje svou mateřskou péči a pozornost na Opus Dei, který z Božího vnuknutí založil 2. října 1928 v Madridu Boží služebník Josemaría Escrivá de Balaguer, aby byl vždy vhodným a účinným nástrojem spásného poslání, které církev uskutečňuje pro život světa.
(Úvod Apoštolské konstituce Ut sit)
Konstituce vytyčuje hlavní rysy Opus Dei: vrhla nové světlo na poslání laiků v církvi, snažila se uvést do praxe všeobecné povolání ke svatosti a podporovat posvěcování profesionální práce ve všech společenských vrstvách. Zmiňuje se také o tom, jak prostřednictvím Kněžského společenství Svatého kříže pomáhal diecézním kněžím žít stejnou nauku při výkonu jejich služby.
Rozvoj Opus Dei jako organizace složené z kněží a laiků, která se rozprostírá v mnoha diecézích po celém světě, vyžaduje, jak uvádí konstituce, právní uspořádání přizpůsobené jejím zvláštnostem, jak to sám zakladatel požadoval od Svatého stolce v roce 1962.
Protože II. vatikánský ekumenický koncil zavedl do církevního řádu dekretem Presbyterorum ordinis, č. 10 – který se stal exekutivním na základě motu proprio Ecclesiae Sanctae, I, č. 4 – postavu osobních prelátů pro plnění zvláštních pastoračních úkolů, bylo jasné, že taková právní figura se pro Opus Dei dokonale hodí.
(Apoštolská konstituce Ut sit, AAS sv. 75, s. 423.)
Pavel VI. vyhověl žádosti Josemaríi Escrivy a pověřil ho, aby svolal zvláštní generální kongregaci, která by zahájila studium transformace Opus Dei v souladu s jeho povahou a normami II. vatikánského koncilu. V roce 1979 Jan Pavel II. pověřil Posvátnou kongregaci pro biskupy, aby po příslušném studiu posoudila formální žádost předloženou Opus Dei. Toto zkoumání odhalilo aktuálnost a užitečnost takové transformace. Z tohoto důvodu papež, akceptujíc stanovisko prefekta výše zmíněné kongregace, nařizuje.
1. Opus Dei se tímto ustavuje jako osobní prelatura s mezinárodní působností pod názvem Svatý kříž a Opus Dei nebo zkráceně Opus Dei. Tímto se zřizuje Kněžské společenství Svatého kříže jako sdružení kleriků neodmyslitelně spjatých s prelaturou.
2. Prelatura se řídí normami obecného práva, touto konstitucí a vlastními stanovami.[5]
3. Jurisdikce prelatury se vztahuje na kleriky v ní inkardinované a na laiky, v tomto případě s ohledem na plnění zvláštních povinností, které na sebe po dohodě s prelaturou přebírá právní vikář. Klerici a laici jsou při plnění pastoračního úkolu prelatury závislí na autoritě preláta.
4. Vlastním ordinářem prelatury je její prelát, jehož volbu, provedenou v souladu s ustanoveními obecného a partikulárního práva, musí potvrdit papež.
5. Prelatura spadá pod Posvátnou kongregaci pro biskupy a v závislosti na dané záležitosti bude jednat s ostatními dikasterii Římské kurie.
6. Každých pět let předloží prelát papeži prostřednictvím zmíněné kongregace zprávu o situaci prelatury a jejím apoštolském rozvoji.
7. Ústřední správa prelatury sídlí v Římě. V sídle prelatury se nachází oratoř Santa María de la Paz, která je postavena jako prelátský kostel. Prelátem Opus Dei byl jmenován Álvaro del Portillo, který byl 15. září 1975 kanonicky zvolen generálním prezidentem Opus Dei. Výkonem výše uvedeného je pověřen apoštolský nuncius v Itálii Ramolo Carboni.

Text končí, jak je v apoštolských konstitucích obvyklé, formulí. „Bez ohledu na cokoli, co by tomu bránilo“.
Konstituce byla částečně upravena apoštolskou konstitucí v podobě motu proprio Ad charisma tuendum, podepsanou 14. července 2022 papežem Františkem, zveřejněnou 22. července a platnou od 4. srpna téhož roku v rámci jím prosazované reformy Římské kurie. Kromě jiných změn týkajících se prelatury byl text článků 5 a 6 Ut sit nahrazen stanovením závislosti prelatury na dikasteriu pro klérus (namísto dikasteria pro biskupy) a povinností Opus Dei předkládat stejnému dikasteriu každoročně zprávu o situaci prelatury (namísto každých pěti let, jak bylo v textu uvedeno dříve).